# A1 Ethniki (koszykówka kobiet)
A1 Ethniki (A1 National) – najwyższa klasa żeńskich rozgrywek koszykarskich w Grecji.
Liga została utworzona w 1967, a swoją nazwę (A Ethniki) uzyskała przed sezonem 1984/1985. Kolejna zmiana nazwy (A1 Ethniki) miała miejsce przed rozgrywkami 1997/1998. W 2010 wprowadzono formułę play-off, w celu wyłonienia mistrzyń kraju.

## Zespoły w sezonie 2023/2024
| Klub                  | Miasto            |
| --------------------- | ----------------- |
| Athinaikos            | Wironas, Ateny    |
| AO Eleutheria Moshato | Moschato, Pireus  |
| Esperides Kallithea   | Kalitea, Ateny    |
| G.A.S. Evnicos        | Ano Liosia, Ateny |
| Iraklis Saloniki      | Saloniki          |
| PAS Janin             | Janina            |
| Niki Lefkada          | Leukada           |
| Olympiakos S.F.P.     | Pireus            |
| Panathinaikos         | Ateny             |
| PAOK                  | Saloniki          |
| Proteas Woula         | Wula              |

## Mistrzynie Grecji
- 1967–68 Iraklis Saloniki
- 1968–69 Peiraikos
- 1969–70 Peiraikos
- 1970–71 Iraklis Saloniki
- 1971–72 Iraklis Saloniki
- 1972–73 College Ateny
- 1973–74 Apollon Kalamaria
- 1974–75 Paleo Faliro
- 1975–76 Sporting Ateny
- 1976–77 Sporting Ateny
- 1977–78 Olympiakos Wolos
- 1978–79 Sporting Ateny
- 1979–80 Sporting Ateny
- 1980–81 Sporting Ateny
- 1981–82 Paleo Faliro
- 1982–83 Sporting Ateny
- 1983–84 Sporting Ateny
- 1984–85 Sporting Ateny
- 1985–86 Sporting Ateny
- 1986–87 Sporting Ateny
- 1987–88 Sporting Ateny
- 1988–89 Sporting Ateny
- 1989–90 Sporting Ateny
- 1990–91 Sporting Ateny
- 1991–92 Apollon Kalamaria
- 1992–93 Sporting Ateny
- 1993–94 Sporting Ateny
- 1994–95 Sporting Ateny
- 1995–96 Sporting Ateny
- 1996–97 Sporting Ateny
- 1997–98 Panathinaikos
- 1998–99 Sporting Ateny
- 1999–00 Panathinaikos
- 2000–01 Ano Liosia
- 2001–02 Ano Liosia
- 2002–03 Ano Liosia
- 2003–04 Sporting Ateny
- 2004–05 Panathinaikos
- 2005–06 Esperides Kallithea
- 2006–07 Panionios
- 2007–08 Esperides Kallitheas
- 2008–09 Athinaikos
- 2009–10 Athinaikos
- 2010–11 Athinaikos
- 2011–12 Athinaikos
- 2012–13 Panathinaikos
- 2013–14 A.E. Sourmena―Eliniko
- 2014–15 A.E. Sourmena―Eliniko
- 2015–16 Olympiakos Pireus
- 2016–17 Olympiakos Pireus
- 2017–18 Olympiakos Pireus
- 2018–19 Olympiakos Pireus
- 2019–20 Olympiakos Pireus
- 2020–21 Panathinaikos
- 2021–22 Olympiakos Pireus
- 2022–23 Olympiakos Pireus
- 2023–24 Olympiakos Pireus
- 2024–25 Olympiakos Pireus

## Finalistki
| Sezon     | Mistrzynie                            | Wynik                                 | Wicemistrzynie                        |                                       |
| --------- | ------------------------------------- | ------------------------------------- | ------------------------------------- | ------------------------------------- |
| 2010/2011 | Athinaikos                            | 3–0                                   | FEA                                   |                                       |
| 2011/2012 | Athinaikos                            | 3–0                                   | Panathinaikos                         |                                       |
| 2012/2013 | Panathinaikos                         | 3–0                                   | A.E. Sourmena―Eliniko                 |                                       |
| 2013/2014 | A.E. Sourmena―Eliniko                 | 4–0                                   | AOE Proteas Wula                      |                                       |
| 2014/2015 | A.E. Sourmena―Eliniko                 | 3–2                                   | Panathinaikos                         |                                       |
| 2015/2016 | Olympiakos Pireus                     | 4–0                                   | Panathinaikos                         |                                       |
| 2016/2017 | Olympiakos Pireus                     | 4–0                                   | Athinaikos                            |                                       |
| 2017/2018 | Olympiakos Pireus                     | 4–0                                   | Faros Kieratsini                      |                                       |
| 2018/2019 | Olympiakos Pireus                     | 4–0                                   | PAOK                                  |                                       |
| 2019/2020 | Brak play-offów z powodu koronawirusa | Brak play-offów z powodu koronawirusa | Brak play-offów z powodu koronawirusa | Brak play-offów z powodu koronawirusa |
| 2020/2021 | Panathinaikos                         | 3–2                                   | Olympiakos Pireus                     |                                       |
| 2021/2022 | Olympiakos Pireus                     | 4–2                                   | Panathinaikos                         |                                       |
| 2022/2023 | Olympiakos Pireus                     | 4–1                                   | Panathinaikos                         |                                       |
| 2023/2024 | Olympiakos Pireus                     | 3–2                                   | Panathinaikos                         |                                       |
| 2024/2025 | Olympiakos Pireus                     | 3–1                                   | Athinaikos                            |                                       |

## Tytuły według klubu
| Klub                  | Tytuły | Sezony |
| --------------------- | ------ | --- |
| Sporting Ateny        | 21     | 1976, 1977, 1979, 1980, 1981, 1983, 1984, 1985, 1986, 1987, 1988, 1989, 1990, 1991, 1993, 1994, 1995, 1996, 1997, 1999, 2004 |
| Olympiakos Pireus     | 9      | 2016, 2017, 2018, 2019, 2020, 2022, 2023, 2024, 2025                                                                         |
| Panathinaikos         | 5      | 1998, 2000, 2005, 2013, 2021                                                                                                 |
| Athinaikos            | 4      | 2009, 2010, 2011, 2012 |
| Iraklis Saloniki      | 3      | 1968, 1971, 1972 |
| Ano Liosia            | 3      | 2001, 2002, 2003 |
| Peiraikos             | 2      | 1969, 1970 |
| Apollon Kalamaria     | 2      | 1974, 1992 |
| Paleo Faliro          | 2      | 1975, 1982 |
| Esperides Kallithea   | 2      | 2006, 2008 |
| A.E. Sourmena―Eliniko | 2      | 2014, 2015 |
| Athens College        | 1      | 1973 |
| Olympiakos Wolo       | 1      | 1978 |
| Panionios             | 1      | 2007 |